# Nyanza (province du Kenya)
La province de Nyanza était une des sept provinces du Kenya. Elle ceinturait le golfe de Winam au nord-est du lac Victoria et était principalement peuplée par les Luo. Son chef-lieu était Kisumu.
Elle était bordée à l'ouest par l'Ouganda (lac Victoria), au nord la province occidentale, à l'est la province de la vallée du Rift et au sud la Tanzanie (région de Mara). Elle était aussi traversée par la ligne équinoxiale.
Depuis le 28 mars 2013, à la suite des élections législatives du mars 2013, la province — comme toutes les autres provinces du Kenya — n'existe plus. Elle est remplacée par les six comtés qui la composaient.

## Géographie

### Toponymie
Dans les langues bantoues anciennes, anza signifie une quelconque « étendue d'eau importante ». Étant orthographié différemment selon les régions, il a pris, ici, la forme du nyaza du soukouma puis de nyanza. Il fait bien sur référence au lac Victoria.

### Situation et géologie
La province enserre le golfe de Winam et est coupée par l'équateur. L'altitude la plus basse est de 1 131,7 m, l'altitude du lac Victoria, et la plus élevée est la localité de Kiabonyoru à 2 158 m (0° 35′ 09″ S, 34° 58′ 49″ E) dans le comté de Nyamira.
Le sous-sol est d'origine volcanique et constitué essentiellement de basalte. Il est du aux plaques tectoniques du rift occidental (plaque nubienne) et oriental (plaque somalienne) qui continuent à s'éloigner l'une de l'autre. Un des segments du linéament oriental du rift se termine par la plaine de Kano (Kano plain) puis par le golfe de Winam et est appelé rift Kavirondo ou rift de Nyanza. La datation au K-AR de la stratigraphie séquentielle montre que l'activité volcanique et tectonique fut continuelle jusqu'à sept Ma avant notre ère.
Des métaux « nobles » sont extraits de part et d'autre de ce segment, tels le cuivre et l'or dans la mine de Malcader dans le  comté de Migori.
D'autres études démontrent, également, que les signatures isotopiques des carbonatites magmatiques primaires sont d'origine météorique.
Dans la plaine de Kano, les sols sont constitués de terreau sablonneux formé à partir de roches sédimentaires. Les dépôts alluviaux provenant de l’érosion des hautes terres apparaissent fréquemment le long des plaines d’inondation des rivières Nyando, Yala, Nzoia et Kuja. Dans les plaines de la Yala et de Kano, les sols tourbeux et marécageux ainsi que le vertisol dominent (marais de Yala, deltas de la Sondu Miriu et de la Kibos).
On trouve des sols volcaniques entremêlés à des sols tourbeux fertiles sur les hautes terres. De manière générale, les sols de ces régions sont productifs mais pâtissent de la déforestation.

### Climat
Selon la classification de Köppen, le climat de la province est de type Aw.
- Températures : les moyennes les plus basses se situent entre 17 et 19 °C, les plus élevées entre 27 et 29 °C. Les minimums nocturnes enregistrés surviennent en août et septembre avec des températures de l'ordre de 12 °C. Les maximums diurnes peuvent atteindre 37 °C entre décembre et avril.
- Pluviométrie : la saison des pluies a lieu entre les mois de mars et de mai. Les précipitations les plus importantes se déroulent au mois d'avril, avec 200 mm. Une petite saison pluvieuse survient également en novembre et décembre avec une moyenne de 100 mm et un maximum de 140 mm. Le mois le plus sec est janvier (entre 48 mm et 79 mm).

| Mois                              | jan. | fév. | mars | avril | mai | juin | jui. | août | sep. | oct. | nov. | déc. |
| --------------------------------- | ---- | ---- | ---- | ----- | --- | ---- | ---- | ---- | ---- | ---- | ---- | ---- |
| Température minimale moyenne (°C) | 18   | 19   | 19   | 18    | 18  | 17   | 17   | 17   | 17   | 18   | 18   | 18   |
| Température maximale moyenne (°C) | 29   | 29   | 28   | 28    | 27  | 27   | 27   | 27   | 28   | 29   | 29   | 29   |
| Précipitations (mm)               | 48   | 81   | 140  | 191   | 155 | 84   | 58   | 76   | 64   | 56   | 86   | 102  |

| Diagramme climatique                                  |        |         |         |         |        |        |        |        |        |        |         |
| J                                                     | F      | M       | A       | M       | J      | J      | A      | S      | O      | N      | D       |
| 291848                                                | 291981 | 2819140 | 2818191 | 2718155 | 271784 | 271758 | 271776 | 281764 | 291856 | 291886 | 2918102 |
| Moyennes : • Temp. maxi et mini °C • Précipitation mm |        |         |         |         |        |        |        |        |        |        |         |

Notes et références,

## Histoire

### Préhistoire

Schéma de la vallée du Grand Rift (au centre, le lac Victoria).

La région est située sur la branche orientale de la vallée du Grand Rift. Celle-ci est souvent désignée comme le « berceau de l'humanité » en raison des nombreux fossiles d'hominidés qui y ont été trouvés.
Les plus anciens de ces Hominidae, des Proconsuls datant du Miocène, ont été découverts sur l'île d'origine volcanique de Rusinga par Louis Leakey.
Sur la péninsule de Homa, des artéfacts oldowayen, vieux d'environ 2 Ma ont été mis au jour en 1987 à Kanjera.
Sur l'ile de Mfangano, des peintures rupestres datées d’environ 18 000 ans ont été découvertes et identifiées comme étant l’œuvre de chasseurs pygmées de l’ethnie Twa venus de l'est de l'actuelle République démocratique du Congo.

### Histoire précoloniale
Entre 100 et 200 apr. J.-C. arrivent du Grassland des populations parlant le proto-bantou et reconnus comme faisant partie de la culture urewe.
À la fin du premier millénaire, arrivent d'autres populations bantoues venues d'Ouganda, tels les Gusii, les Kuria, les Suba et les Luhya. Ils s'installent d'abord au pied du mont Elgon avant d'être poussés vers le sud aux alentours de 1500 apr. J.-C. d'abord par les nilotes Kalenjin et les chasseurs-cueilleurs Okiek, jusqu'à la plaine de Kano et ensuite par les nilotes Maasaï tous venus du sud de la Nubie par l'est du mont Elgon.
Les habitants actuels, les nilotes jo Luo (« hommes (de la tribu) luo » en luo)[réf. nécessaire], arrivent, aussi en provenance de l'Ouganda, par vagues successives entre le XVIe et le XVIIIe siècle par le nord-est du lac victoria, soit par voie terrestre, soit par le lac. Ils chassent les Luhya vers l'actuelle province occidentale, les Kuria vers l'actuelle région de Mara en Tanzanie, encerclent les Gusii sur les monts Gusii (Gusii Hills) et assimilent les Suba.
Si les mariages inter-tribaux entre Luo et Abasuba sont fréquents et les relations avec les Luhya cordiales, la guerre des Luo contre les Gusii et, surtout, contre les Kalenjin-Nandi pour la possession des points d'eau, de la terre et du bétail sera perpétuelle jusqu'à l'arrivée des Britanniques au début du XXe siècle.
La région n'a jamais été confrontée aux esclavagistes arabes. La ténacité des Maasaï à défendre leur territoire a toujours repoussé plus au sud les expéditions et caravanes en provenance de Zanzibar et de Kilwa obligeant celles-ci a contourner le lac victoria par l'ouest pour atteindre l'ancien empire de Bachwesi et, plus tard, le royaume de Buganda (situés en grande partie sur l'actuel Ouganda).
Le premier Européen qui atteint le nord-est du lac Victoria est vraisemblablement Henry Morton Stanley lors de son expédition d'exploration de 1874 à 1877. Entre 1874 et 1875, il effectue la circumnavigation, dans le sens des aiguilles d'une montre, du lac Victoria au départ de Kaghehi (à l'est de l'actuelle Mwanza). Arrivée aux chutes Rippon, l'expédition se subdivise en deux parties : l'une continue par la voie aquatique et l'autre emprunte la voie terrestre et explore le golf de Winam. Les deux parties se rejoignent dans le golfe de Speke avant de continuer conjointement leur route vers l'ouest et l'océan Atlantique.
L'autre Européen qui atteint le nord-est du lac au cours du dernier quart du XIXe siècle, mais au départ du Soudan, est Eduard Schnitzer.

### Histoire coloniale

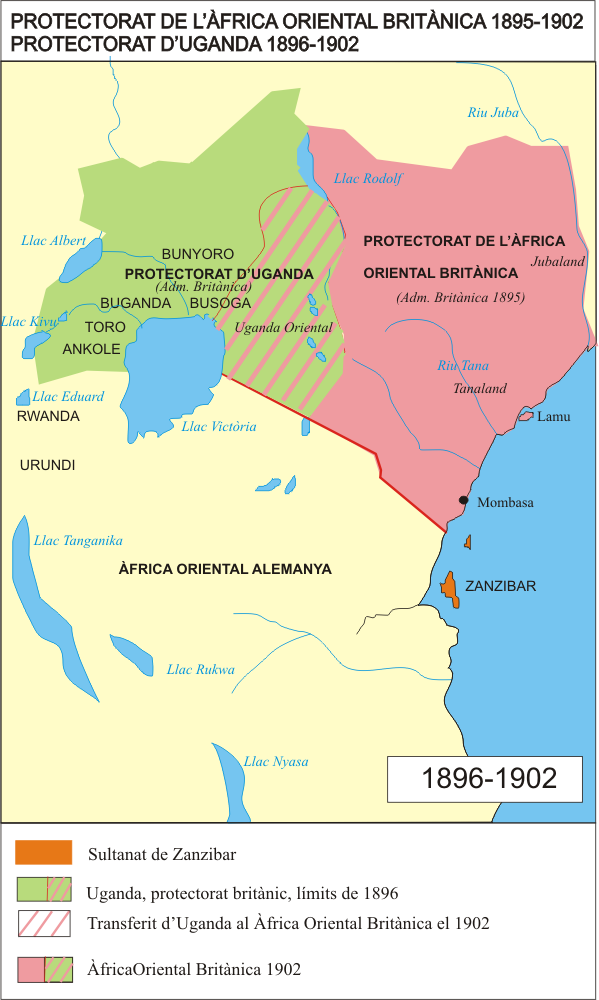
Carte du protectorat de l'Afrique orientale britannique entre 1895 et 1902

La région, appelée Ouganda oriental (Protektorat Ostugandas), est d'abord un protectorat allemand sur ce qui était auparavant une partie des possessions du sultan de Zanzibar. En 1896, elle est cédée par Berlin au Royaume-Uni à la suite de l'arrivée dans l'intérieur des terres, en 1888, de la Compagnie britannique impériale d'Afrique de l'Est.
Très vite, les Britanniques s'attellent à la construction du chemin de fer entre Mombasa et l'Ouganda. En 1901, ils fondent l'actuelle ville de Kisumu sous le nom de Port Florence
En 1902, le protectorat de l'Ouganda oriental disparaît pour faire partie du protectorat appelé Afrique orientale britannique.
En 1906, le révérend anglican John Jamieson Willis (en) (devenu plus tard Primat d'Ouganda) fonde, à Maseno la première école du Kavirondo - et la deuxième au Kenya - pour les jeunes africains. Chaque chef de clan fut persuadé d'envoyer un ou deux de ses fils au pensionnat et de contribuer pécuniairement à l'achat d'uniformes scolaires. Grâce au soutien, exercé souvent de façon « militaire », d'Odera Akang'o, la région au nord du golfe de Kavirondo devient dès 1915, le creuset de la pédagogie scolaire du type « occidental » ainsi que la première région de l'Afrique orientale britannique à maîtriser parfaitement l'anglais.
Le 1er missionnaire anglican du nom de frère Brandsma parvient aux monts Gusii en 1908 et y crée, en 1912, une école pour l'éducation des fils de chefs.
En 1909 la région appelée Kavirondo devient l'une des six régions administratives du protectorat avec une surface totale de 28 751 km2. Le golfe de Kavirondo (l'actuel golfe de Winam) ainsi que la nouvelle région sont rebaptisés Nyanza.
L'étymologie du mot « kavirondo » a plusieurs origines possibles :
- de la position prise par les jeunes guerriers pour s'assoir sur leurs talons. Cette position est appelée kaa virondo en swahili et, péjorativement, wa kavirondo (« peuple qui s'assied sur les talons ») ;
- d'une corruption des mots swahili kaffir (« païen ») et de rondo (« enduire le corps de boue ») ;
- du mot luhya-wanga kaba-londo qui est une association de deux autres mots : kabaka (« le roi ») et namu londo (« le tabouret où le roi est couronné »).

En 1920, le pays devient colonie de la Couronne britannique sous le nom de « Colonie et protectorat du Kenya » et, en 1930, les Anglais construisent la première piste d'atterrissage et la première aérogare du Nyanza à Kisumu.
Dans les années 1930, le manque de représentations pour les Africains accouplée aux inégalités économiques donne naissance, dans toute la colonie, à des organisations politiques tels la Young Kavirondo Association ou la North Kavirondo Central Association. Toutes ces organisations se regroupent en octobre 1944 pour créer le premier parti politique totalement africain de la colonie, le Kenyan African Union (KAU).
En 1934, les colons introduisent la culture du café et celle du thé en 1957 dans les actuels comtés de Kisii et de Nyamira.
En 1947, Oginga Odinga crée la société Luo Thrift and Trading Corporation. Avec le temps, et l'aide de son groupe, il s'efforce de renforcer l'union entre les peuples luo dans la totalité de l'Afrique de l'Est et centrale avant de rejoindre le KAU.
Le sol du Nyanza étant relativement infertile, les habitants ne sont pas dépossédés de leurs terres par les colonisateurs contrairement aux Kalenjin et aux Kikuyu des White Highlands et de la Rift Valley. Ce pourquoi ils ne participent pas directement à la révolte des Mau Mau entre 1952 et 1956. Cependant, un désir d'indépendance vis-à-vis du colonisateur s'installe aussi dans la région grâce à des hommes comme Achieng' Oneko, Walter Odede, Oginga Odinga et Tom Mboya.
En 1962, le Nyanza est administrativement coupé en deux : la région occidentale au nord et la région de Nyanza au sud. La même année des pluies surabondantes font monter le niveau du lac Victoria de 2,5 m déplaçant des milliers de familles.

### Histoire postindépendance
Le Kenya obtient son indépendance le 12 décembre 1963. En 1970, le statut de sept des huit régions est transformé en province. La région de Nyanza devient ainsi la province de Nyanza.
Rapidement, après cette indépendance, des tensions naissent entre Luo et Kikuyu. Les deux groupes ne s'apprécient pas. Non pas à cause d'une différence ethnique mais consécutivement aux divergences de vue politiques qui ont débuté en 1964 par des affrontements entre Oginga Odinga et le Président Jomo Kenyatta.
En juillet 1969, une partie des Luo croyant à l'implication du président Kenyatta dans l'assassinat du ministre Tom Mboya, l'enterrement de ce dernier, à Kisumu, donne lieu à des manifestations de masse, contre la présence du Président aux funérailles. Une femme allant jusqu'à frapper celui-ci avec sa chaussure, la réaction des garde du corps fait deux morts par balle.
En 1980 et 1998, des pluies surabondantes font de nouveau monter le niveau du lac Victoria provoquant de nouvelles inondations (~8 000 personnes déplacées en 1998 rien que pour le district de Nyando).
Dans les années 1990, et jusqu'au début des années 2000, de nombreuses personnes soupçonnées d'être des sorciers ont été pendues ou brulées vives, dans le district de Kisii, par la vindicte populaire.
Depuis octobre 2007, un barrage construit avec l'aide de l'État japonais et fournissant une puissance de 60 MW, fonctionne sur la rivière Sondu Miriu.
Deux jours après l'élection présidentielle du 27 décembre 2007, des émeutes éclatent à Kisumu où le centre commercial Wedco ainsi que le Kibuye Market sont pillés et incendiés. Toujours à Kisumu, 104 personnes sont tuées le 31 décembre, 55 le 1er janvier, trois le 16 janvier et une le 28 janvier lors des manifestations en faveur de Raila Odinga.
Outre les manifestations, des violences éclatent entre Luo et Kikuyu d'une part et entre Gusii et Kalenjin d'autre part. Le 2 janvier, au lendemain de l'incendie volontaire d'une église à Eldoret, Kisii voit affluer ~ 2 000 réfugiés Gusii.
Le 4 août 2010, le projet de nouvelle Constitution soumis au référendum populaire remporte un agrément de 91,45 % des participants (69,83 % au niveau national). Une des conséquences de cette adoption sera la disparition de la province en août 2012 - comme celle de toutes les autres provinces du Kenya - au profit des comtés (Counties) (cf. section détaillée : « Structure exécutive et législative »).
En août 2010, la piste de l'aéroport de Kisumu est portée à 3 300 m et permet à celui-ci, de viser une vocation internationale aussi bien en trafic voyageurs qu'en trafic cargo.
C'est le 4 août 2010, par l'adoption par les Kényans de la nouvelle Constitution, que sont créés les comtés. Cependant, il faut attendre le 28 mars 2013 pour la pérennisation de leur pouvoir législatif et la disparition effective de la province.

## Population
Lors du dernier recensement effectué en 1962 par les Britanniques, la population était de 1 634 100 personnes. Lors du recensement de 2009, le chiffre est passé à 5 442 711 habitants. Ils se partagent une surface terrestre de 12 546 km2 et une surface aquatique sur le lac Victoria de 3 636 km2. Avec 433,8 hab./km2, la province possède la 2e plus forte densité de population du pays après la zone de Nairobi.
| 15 août 1962 | 24 août 1969 | 25 août 1979 | 24 août 1989 | 24 août 1999 | 28 août 2009 |
| ------------ | ------------ | ------------ | ------------ | ------------ | ------------ |
| 1 634 100    | 2 122 000    | 2 643 956    | 3 507 162    | 4 392 196    | 5 442 711    |

Comparaison de l'évolution démographique entre la province de Nyanza et le Kenya

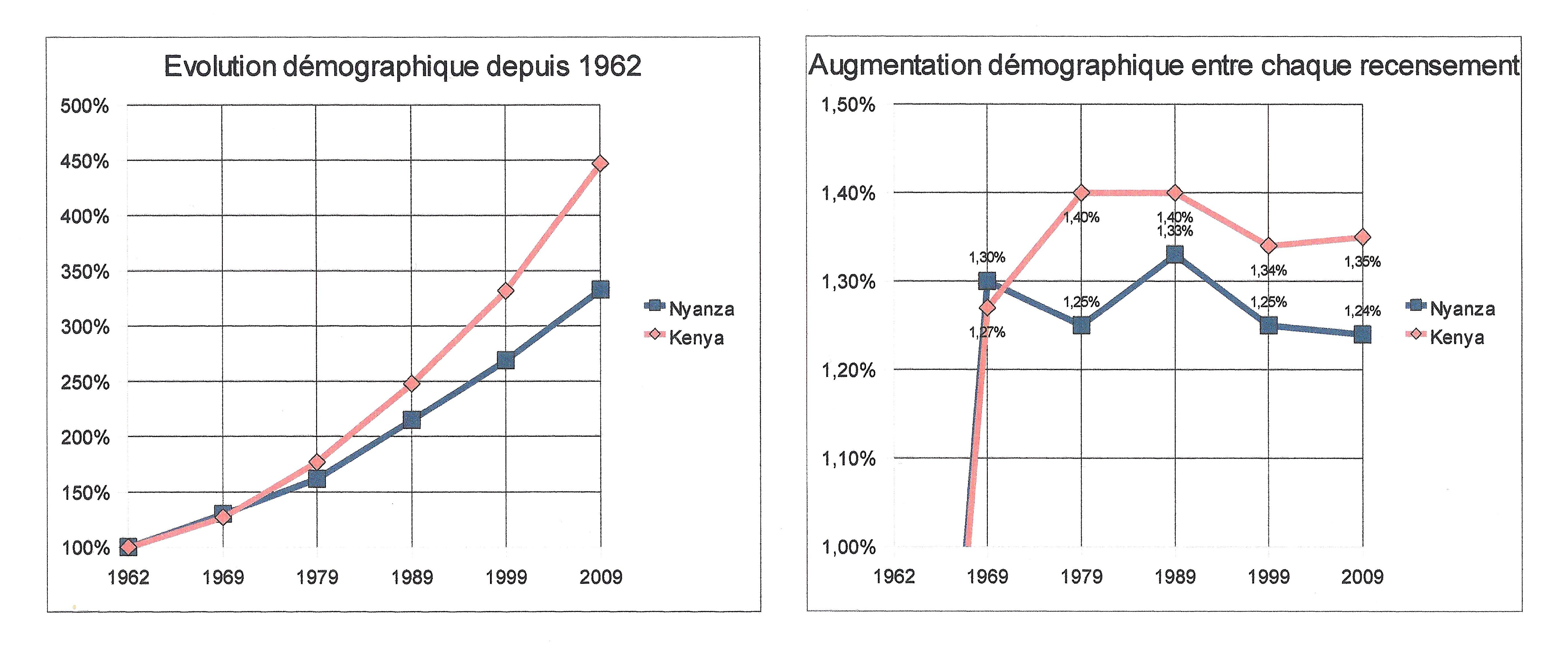

### Quelques chiffres
Ils proviennent du rapport annuel Statistical Abstract 2010 édité par le Kenya National Bureau of Statistics (KNBS),  (ISBN 9966-767-24-X) et concernent l'année 2009.
- Population :
  - total : 5 442 711 ;
  - sexe masculin : 2 617 734 ;
  - sexe féminin : 2 824 977 ;
  - familles : 1 188 287 ;
  - nombre moyen de personnes par famille : 4,58 ;
  - naissances : 85 275 ;
  - décès : 38 357 ;
  - enfants scolarisés :
    - école primaire : 1 576 779,
    - école secondaire : 242 500 ;

  - travailleurs avec un contrat de travail : 198 013.

### Principales localités

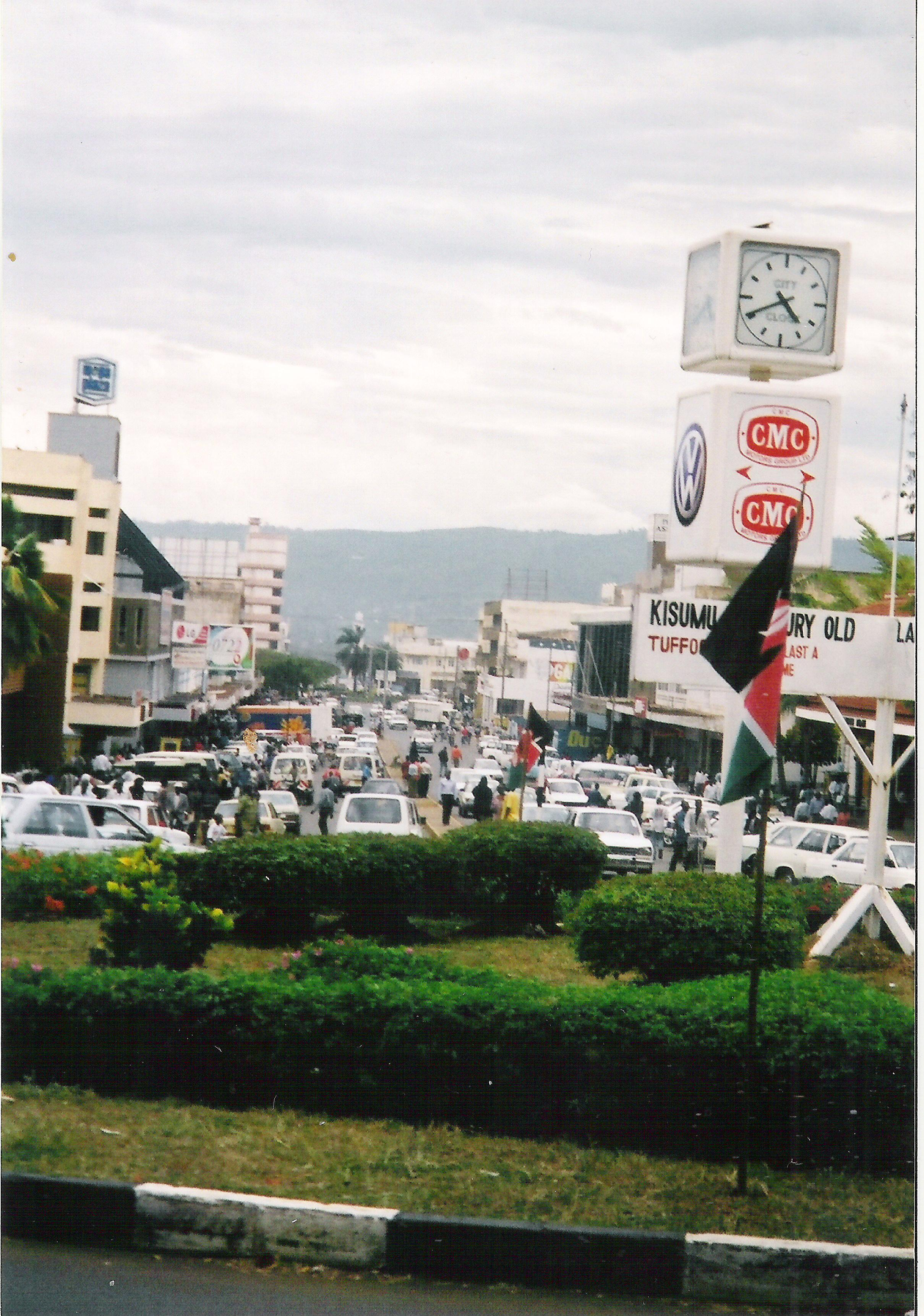
Oginga Odinga street à Kisumu

Les chiffres de population datent du recensement national de 2009 :
- Kisumu : 388 311 ;
- Kisii : 81 801 ;
- Homa Bay : 58 936 ;
- Migori : 53 100 ;
- Ahero : 50 730 ;
- Nyamira : 41 668 ;
- Bondo : 33 468 ;
- Muhorini : 34 457 ;
- Siaya : 22 586 ;
- Kendu Bay : 14 474.

### Diversité culturelle

#### Origines
- Nilotes : Luo, Kalenjin ;
- Bantous : Gusii, Suba, Kuria, Luhya ;
- Asiatiques : Indiens ;
- Européens.

#### Religions
- protestants : 45 % ;
- catholiques : 33 % ;
- animistes et syncrétistes chrétiens : ~18 %[31] ;
- musulmans : ~2 % ;
- autres : 2 % (principalement hindouistes).

## Situation sanitaire
Les défis les plus importants pour la médecine régionale sont la lutte contre le SIDA, le paludisme et les infections dues à l'eau non potable qui contribuent au taux élevé de mortalité infantile. Selon une étude menée en 2008 et 2009 par le Kenya Demographic and Health Survey (KDHS) celle-ci est de 95 ‰ et la mortalité juvénile de 149 ‰
La pandémie de SIDA demeure la plus grande menace pour l'état de santé dans la province, s'ensuivant une population croissante d'enfants orphelins le plus souvent, eux-mêmes, atteints par la maladie. Selon les résultats d'une étude menée en 2001 à la demande du Ministère kényan de la Santé, le pourcentage de femmes enceintes séropositives était de 25 %,. Selon une autre étude menée en 2004 par l'Institut des statistiques kényan, la région qui, à l'époque, constitue le district de Kisumu à le plus haut taux de séropositivité du pays avec 29 % de la population, 22 % des femmes âgées entre 15 et 22 ans et 69,1 % des malades hospitalisés. Le fait que les Luo ne pratiquent pas la circoncision augmente, selon plusieurs études et les précisions de l'OMS, le risque de contamination d'environ 60 %.
Le paludisme, les diarrhées et la fièvre typhoïde constituent les causes les plus importantes de décès chez les enfants de moins de 5 ans. Et ce, plus particulièrement pendant la saison des pluies et dans les bidonvilles péri-urbains qui ne bénéficient ni des services d'évacuation des eaux usagées ni de la collecte des déchets. Si l'étude de 2001 citée ci-avant révélait que seulement 25 % des enfants de moins de 5 ans dorment sous une moustiquaire, celle du KDHS en 2009 montre que ce taux est passé à 58 %.
La situation est aggravée par le cout élevé des traitements qui pousse une majorité à recourir à une médecine traditionnelle ou à l'automédication.

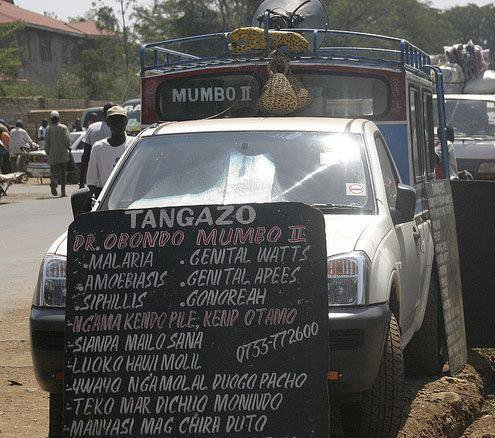
Vendeur ambulant de « médicaments et remèdes » à Kisumu

|                                 | enfants < 5 ans | enfants > 5 ans et adultes |
| ------------------------------- | --------------- | -------------------------- |
| diarrhée                        | 176 075*        | 124 586                    |
| tuberculose                     | 1 635*          | 14 398                     |
| choléra                         | 168*            | 723                        |
| méningite bactérielle           | 255*            | -                          |
| tétanos                         | 63*             | 173                        |
| hépatite A                      | 296*            | 4 072                      |
| paludisme simple                | 820 354*        | 1 095 450                  |
| paludisme confirmé              | 203 875*        | 380 155                    |
| paludisme de la femme enceinte  | -*              | 28 000                     |
| fièvre typhoïde                 | 5 654*          | 66 838                     |
| IST                             | -*              | 47 371                     |
| SIDA                            | 1 693*          | 11 417                     |
| bilharziose                     | 1 608*          | 2 813                      |
| malnutrition                    | 10 368*         | 2 373                      |
| anémie                          | 13 984*         | 12 628                     |
| pneumopathie                    | 93 958*         | 88 726                     |
| avortement                      | -*              | 8 014                      |
| infection dermatologique        | 119 420*        | 242 693                    |
| empoisonnement                  | 1 480*          | 4 769                      |
| attaque sexuelle                | 702*            | 47 371                     |
| épilepsie                       | 447*            | 3 509                      |
| morsure d'animal                | 2 790*          | 12 417                     |
| autres                          | 918 998*        | 1 376 117                  |
| total                           | 2 373 823*      | 3 574 613                  |
| * Y compris le tétanos néonatal |                 |                            |

## Économie
Selon le rapport, de 2006, du Bureau national kényan des statistiques (Kenya National Bureau of Statistics) (KNBS), environ 2 300 000 personnes vivent sous le seuil de pauvreté avec un revenu mensuel égal ou inférieur à 1 240 KES (soit ~ 0.4 EUR / jour). Ce pourcentage de 65 % d'habitants vivant sous le seuil de pauvreté fait de la province la plus pauvre du Kenya. La situation sanitaire, sans être l'unique explication, n'est pas étrangère au constat.
Selon le rapport annuel 2010 du même bureau de statistiques, l'évolution, depuis 2005, du nombre de travailleurs salariés (avec un contrat de travail) s'établit comme suit :
- 2005 : 179 597 personnes ;
- 2006 : 183 797 ;
- 2007 : 189 195 ;
- 2008 : 192 497 ;
- 2009 : 198 013.

En 2009, Kisumu, le chef-lieu de province, compte 54 867 salariés, Kisii, la 2e plus importante localité, en compte 12 150, Homa Bay 5 534 et Migori 2 558. Le reste, soit 122 904 salariés, est réparti sur le reste du territoire.
Le salaire journalier brut perçu par ces salariés s'élèvent à 76 297 700 KES répartis comme suit :
- Kisumu : 18 625 600 KES ;
- Kisii : 4 912 000 ;
- Homa Bay : 4 763 500 ;
- Migori : 2 201 900 ;
- reste de la province : 45 684 800.

Le salaire journalier brut moyen des salariés de la province est de 385,32 KES ce qui est légèrement supérieur à la moyenne nationale de 380,92 KES (c'est à Nairobi qu'il est le plus élevé avec 460,76 KES).

### Secteur primaire

#### Agriculture
La taille des exploitations familiales est très petite et varie entre 0,5 et 1,5 ha. Les principales cultures sont le maïs blanc, les haricots rouges et rosés, le chou blanc et le chou frisé. Les exploitations plus grandes cultivent aussi la tomate, le tournesol, l'oignon, la patate douce, la canne à sucre et, parfois, la banane et le fruit de la passion.
L'élevage, exploité conjointement avec la culture, est, essentiellement, axé sur la poule domestique et le bovin domestique.
Tous les produits sont vendus directement par les agriculteurs sur les marchés locaux sauf le lait qui est écoulé dans les laiteries artisanales.
Il existe quelques fermes cultivant exclusivement le caféier de l'espèce Coffea arabica ou le théier de la variété simensis dans les comtés de Kisii et de Nyamira et d'autres constituées de rizières dans l'ancien district de Nyando.
La seule entreprise agricole internationale est un affermage exploité par la Dominion Farms Ltd sur une surface de 2 300 ha dans le marais de Yala. Elle est spécialisée dans la culture du riz, du tournesol et dans la pisciculture.
| potentiel élevé | potentiel moyen | potentiel faible | surface totale |
| --------------- | --------------- | ---------------- | -------------- |
| 1 218 000       | 34 000          | 0                | 1 252 000      |

Le niveau de potentiel d'une terre agricole est définie, depuis 1995, comme suit par le ministère de l'Agriculture :
- potentiel élevé : précipitations annuelles égales ou supérieures à 857,5 mm ;
- potentiel moyen : précipitations comprise entre 735 et 857,5 mm ;
- potentiel faible : précipitations égales ou inférieures à 612,5 mm.

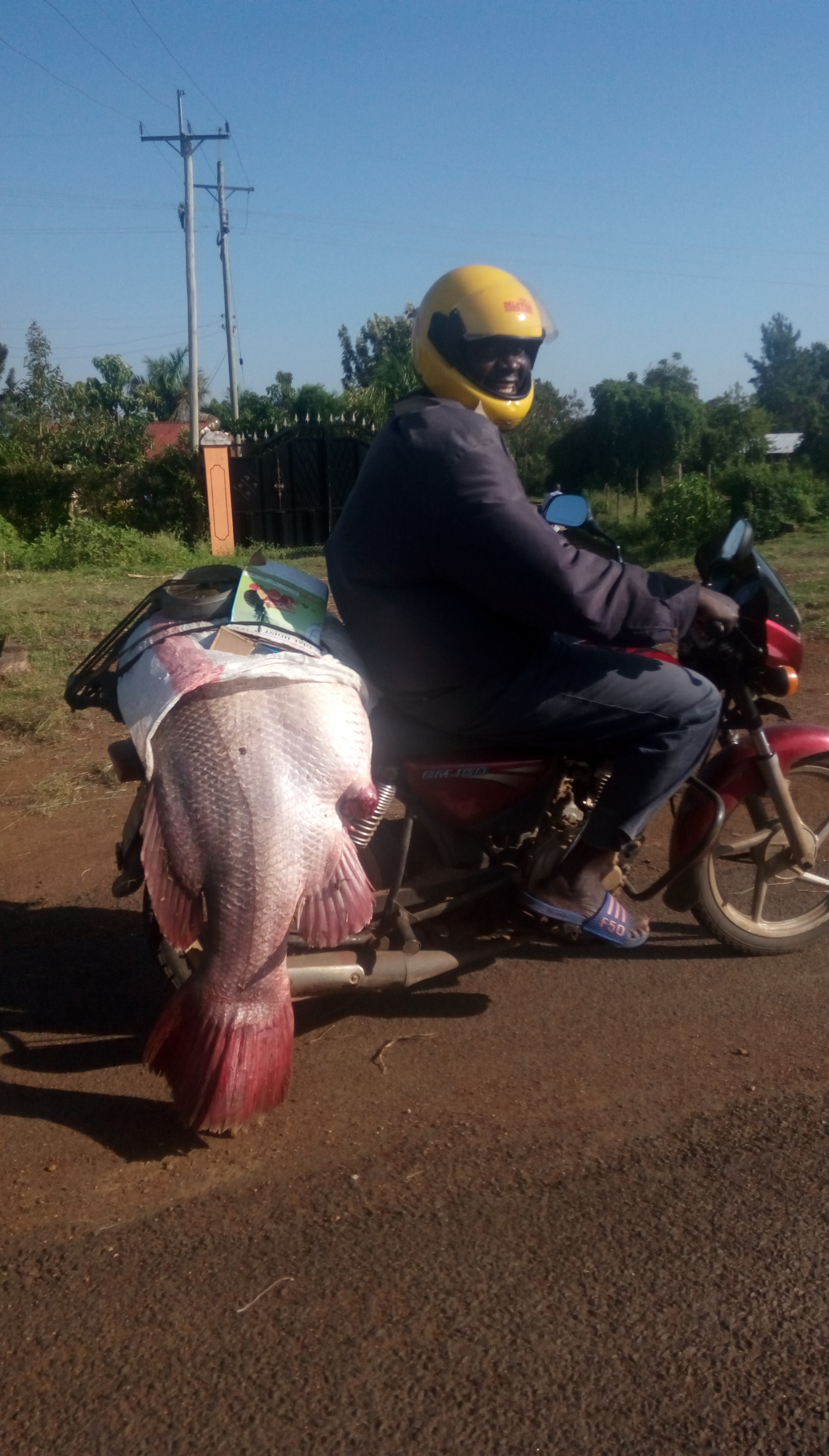
Pêcheur rapportant dans son village une grosse prise du lac Victoria.

#### Pêche
L'activité de pêche sur le lac Victoria fut importante jusqu'à la dissolution, en 1977, de la Communauté d'Afrique de l'Est. Les pêcheurs artisanaux sont surtout établis sur les rives du lac victoria dans les comtés de Homa Bay et de Migori ou une importante communauté de pêcheurs survit grâce à la perche du Nil. Une des techniques employée est la pêche de nuit ou des lampes flottantes au kérosène sont remorquées soit vers le rivage soit vers le bateau afin d'attirer le poisson vers les filets. La pêche est également pratiquée sur le lac Kanyaboli.
|                                             | 2005          | 2006          | 2007          | 2008          | 2009          |
| ------------------------------------------- | ------------- | ------------- | ------------- | ------------- | ------------- |
| tonnage                                     | 133 526       | 143 908       | 117 231       | 111 369       | 120 231       |
| valeur*                                     | 6 948 611 000 | 7 766 074 000 | 7 451 781 000 | 9 429 765 000 | 9 834 716 000 |
| * Valeur de vente en KES pour les pêcheurs. |               |               |               |               |               |

#### Mine et carrière
- Les ressources minières sont peu importantes. Le dernier lieu d'exploitation en activité est la mine de Macalder dans le comté de Migori d'où est extrait le cuivre et l'or ;
- La stéatite est extraite dans des carrières à ciel ouvert dans le comté de Kisii.

### Secteur secondaire

#### Industrie
Ce sous secteur est très mal développé. Les quatre plus grosses entreprises en termes d'industrie et de fourniture d'emplois sont basées à Kisumu :
- Kenya Breweries Limited (société appartenant au groupe Diageo) possède un site de production. On y brasse entre autres les bières Tusker et Senator ;
- Coca-Cola East Africa (entreprise franchisée de Coca-Cola Enterprises) embouteille des sodas et de l'eau minéralisée ;
- Kenya British American Tobacco (filiale de la British American Tobacco) manufacture du tabac ;
- Kisumu Molasses Plant (établissement public) transforme la biomasse (surtout provenant de la canne à sucre) en biocarburant et en biogaz carburant. C'est le plus gros employeur industriel de la province.

L'industrie du coton, florissante jusque dans années 1970, est complètement tombée en faillite au début des années 2000 lorsque le prix de la matière première est tombé à 35 cents d'USD la livre anglo-saxonne. Elle ne pouvait plus concurrencer les producteurs des États-Unis et de l’Union européenne massivement subventionnés.
Depuis octobre 2007, une centrale hydroélectrique fournissant une puissance de 60 MW, fonctionne sur la rivière Sondu Miriu dans le comté de Kisumu

#### Artisanat
L'artisanat représente la part la plus importante du secteur secondaire :
- maintenance de tous types véhicules à moteur (terrestres ou aquatiques) ;
- sucrerie et distillation de bioéthanol, à partir de la canne à sucre, pour l'industrie des solvants et celle des carburants ;
- transformation de l'arachide et du tournesol en huile, beurre, coque, farine ;
- exploitation de la jacinthe d'eau. Si l'exploitation de cette plante est encore, à l'heure actuelle, mineure, on la transforme déjà en engrais pour les cultures ainsi qu'en meubles tressés[44] ou objets de vannerie grâce à ses racines pouvant atteindre 3 m ;
- fabrication d'objets typiques :
  - instruments de musique traditionnels comme la lyre nyatiti ou la vièle orutu,
  - objets en pierre à savon (le centre historique de façonnage se trouve dans la ville de Kisii),
  - objets tressés en sisal (comme des vyondo ou des sets de table), en papyrus ou en jacinthe d'eau,
  - vikoi (kikoi au singulier) pour les hommes ou des kanga pour les femmes[45],
  - batiks (peintures sur textile),
  - ustensiles ménagers façonnés à l'ancienne dans des calebasses ou en bois.

### Secteur tertiaire

#### Tourisme
La province compte un village de vacances sur l'île de Mfangano ainsi que, en 2009, 90 hôtels recensant ensemble 678 chambres et 912 lits.

##### Parcs nationaux et musées kényans
- Musée de Kisumu ;
- parc national de Ndere ;
- parc national de Ruma ;
- sanctuaire des impalas;
- site de Thimlich Ohinga.

##### Autres
- Mfangano ;
- île de Rusinga ;
- la ligne équinoxiale ;
- marais de Yala et lac Kanyaboli ;
- mausolée de « Baba Messiah » ;
- mausolée de Tom Mboya ;
- pêche sportive en eau douce (lacs et rivières) ;
- site de Kit Mikayi ;
- village de Nyang’oma Kogelo.

#### Transport
- Aérien : via l'aéroport de Kisumu ou des pistes d'atterrissage en terre battue comme à Siaya, à Homa Bay, au parc national de Ruma.
- Aquatique : via les lignes de transbordeurs en liaison avec la Tanzanie et l'Ouganda au départ de Kisumu.
- Terrestre :
  - rail : ligne, tri-hebdomadaire, de chemin de fer en provenance de Nairobi[47] ;
  - route : bus longs courriers en provenance de toutes les autres provinces, matatu (minibus-taxi partagé), tuktuk (tricycle à moteur-taxi), pikipiki (cyclomoteur-taxi), boda boda (vélo-taxi), taxis conventionnels, plus ou moins officiels.

## Structures sociétales

### Structure exécutive et législative

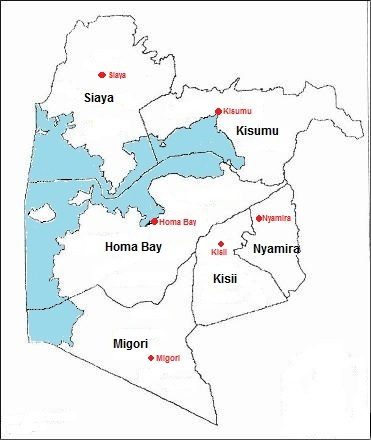
Les six comtés et en rouge leur chef-lieu

La province est divisée en six comtés (Counties) :
- Homa Bay, chef-lieu Homa Bay ;
- Kisii, chef-lieu Kisii ;
- Kisumu, chef-lieu Kisumu ;
- Migori, chef-lieu Migori ;
- Nyamira, chef-lieu Nyamira ;
- Siaya, chef-lieu Siaya.

Depuis le 28 mars 2013, et à la suite des élections générales du 4 mars 2013, les comtés, qui ont un pouvoir exécutif et législatif ont remplacé les provinces, sont semi-autonomes par rapport au gouvernement central. Ces entités peuvent lever des impôts ou adopter des règlements locaux (par ex. : urbanisme, police) ainsi que gérer les ressources naturelles, humaines et les infrastructures pour autant que leur décision ne soit pas contraire ni à la Constitution ni aux Lois de l'État. L'autorité exécutive des comtés est responsable des moyens qui lui sont apportés par l'exécutif national.
Les autorités exécutives comportent chacune un gouverneur, un vice-gouverneur et dix autres membres.
Les assemblées locales sont constituées d'autant d'élus que le comté compte de  Ward (« autorité locale ») auxquels il faut ajouter le Président de l'assemblée locale (Chairman of the County Cuncil).

### Structure judiciaire

#### Tribunaux
La Cour suprême (Supreme Court) n'a aucun siège dans la province, elle ne juge qu'à Nairobi.
La Cour d'appel (Court of Appeal), qui est le deuxième plus haut niveau judiciaire n'a pas non plus de siège propre hors de Nairobi mais tient périodiquement des séances à Kisumu.
La Haute cour (Hight Court) possède 15 sièges au Kenya, dont un à Kisumu et un autre à Kisii.
Les tribunaux de première instance (Magistrates Courts), au nombre de 105 pour tout le pays, sont 18 dans la province.
Parmi les tribunaux spécialisées, le tribunal de la jeunesse (Children Court) n'a de siège qu'à Nairobi et à Mombasa mais peut tenir séance à Kisumu lorsque le tribunal de première instance n'y siège pas. Le tribunal anti-corruption (Anti-Corruption Court) et le tribunal musulman (Kadhis Court) possèdent chacun un siège à Kisumu.

#### Police
Depuis la réforme de la police intervenue en 2007, la province comporte 40 hôtels de police, 21 postes et 44 bases pour les patrouilles tous sous le commandement d'un Officier de police provincial (Provincial Police Officer). Il existe aussi une unité de la police maritime dépendant directement d'une hiérarchie basée à Kilindi-Mombasa et, depuis 2011, une unité spéciale de la police des aéroports au nouvel aéroport international de Kisumu.
En 2009, les actes criminels rapportés se répartissent comme suit :
- homicides : 127 ;
- vols qualifiés : 184 ;
- vols simples : 1 215 ;
- vols de bétails : 286 ;
- vols domestiques : 243 ;
- vol de véhicules : 87 ;
- impliquant des personnes :
  - moralité : 576,
  - touriste : 0,
  - autres : 2 939 ;
- trafic de drogue : 778 ;
- criminalité financière : 104 ;
- corruption : 2 ;
- autres : 2 180 ;
- nombre total d'actes criminels : 8 721.

### Structure administrative
L'administration est dirigée par un Commissaire provincial (Provincial Commissioner) secondé par trois Assistants commissaires (Deputy Provincial Commissioners). Entre juillet 2009 et le[Quoi ?], le commissaire est M. Francis Mutie.
Le chef-lieu (makuu) de la province (mkoa) est Kisumu. Elle est divisée, depuis 2009, en 32 districts (wilaya) eux-mêmes partagés en divisions administratives (tarafa)

#### Évolution des districts entre 1962 et 2009
| 1962 2 districts                                                     | 1968 3 districts | 1969 6 districts* | 1994 7 districts | 1995 9 districts | 1998 12 districts | 2007 21 districts |
| -------------------------------------------------------------------- | ---------------- | ----------------- | ---------------- | ---------------- | ----------------- | ----------------- |
| Central Nyanza                                                       | Kisumu           | Kisumu            | Kisumu           | Kisumu           | Kisumu            | Kisumu East       |
|                                                                      |                  |                   |                  |                  |                   | Kisumu West       |
|                                                                      |                  |                   |                  |                  | Nyando            | Nyando            |
|                                                                      | Siaya            | Siaya             | Siaya            | Siaya            | Siaya             | Siaya             |
|                                                                      |                  |                   |                  |                  | Bondo             | Bondo             |
|                                                                      |                  |                   |                  |                  |                   | Rarieda           |
| South Nyanza                                                         | Homa Bay         | Homa Bay          | Homa Bay         | Homa Bay         | Homa Bay          | Homa Bay          |
|                                                                      |                  |                   |                  | Rachuonyo        | Rachuonyo         | Rachuonyo         |
|                                                                      |                  | Migori            | Migori           | Migori           | Migori            | Migori            |
|                                                                      |                  |                   |                  |                  |                   | Rongo             |
|                                                                      |                  |                   |                  | Suba             | Suba              | Suba              |
|                                                                      |                  |                   | Kuria            | Kuria            | Kuria             | Kuria West        |
|                                                                      |                  |                   |                  |                  |                   | Kuria East        |
|                                                                      |                  | Kisii             | Kisii            | Kisii            | Kisii             | Kisii Central     |
|                                                                      |                  |                   |                  |                  |                   | Kisii South       |
|                                                                      |                  |                   |                  |                  |                   | Masaba            |
|                                                                      |                  |                   |                  |                  | Gucha             | Gucha             |
|                                                                      |                  |                   |                  |                  |                   | Gucha South       |
|                                                                      |                  | Nyamira           | Nyamira          | Nyamira          | Nyamira           | Nyamira           |
|                                                                      |                  |                   |                  |                  |                   | Manga             |
|                                                                      |                  |                   |                  |                  |                   | Borabu            |
| * Ces six anciens districts correspondent aux six comtés (Counties). |                  |                   |                  |                  |                   |                   |

#### Districts depuis 2009
Depuis juillet, la province compte 32 districts. Ceux-ci correspondent, jusqu'en 2012, aux circonscriptions électorales,.
Cependant, dès le mois d'août 2009, la Haute Cour de justice (Hight Court) compétence en matière de Constitution et de révision des Lois a déclaré que tous les districts constitués après 1992 sont illégaux et ont été créés « in complete disregard of the Law » (« dans le mépris complet de la Loi »).
La province de Nyanza ne devrait donc compter que six districts.

#### Districts depuis 2010
Malgré l’arrêt de la Haute Cour de justice de Nairobi, le ministre de l'Administration provinciale et de la Sécurité intérieure (Minister of State for Provincial Administration and Internal Security) présente, en avril 2010, devant l'Assemblée nationale une liste de cinq nouveaux districts pour la province

### Structure électorale
La province compte actuellement 32 circonscriptions électorales (Constituencies) et est, ainsi, représentée par 32 députés (Members of Parliament ou MP) à l'Assemblée nationale qui compte actuellement 210 élus directs. À partir de 2013, elle comptera dix circonscriptions supplémentaires, soit 42 au total.
Liste des 32 circonscriptions avec le nom du député élu en 2007 et, entre parenthèses, le nom de son parti politique  :
- comté de Homa Bay :
  - Gwassi - Monsieur Mbadi John Ng'ongo (ODM),
  - Karachuonyo - Monsieur James Kwanya Rege (ODM),
  - Kasipul Kabondo - Monsieur Joseph Oyugi Magwanga (ODM),
  - Mbita - Monsieur Otieno Kajwang (ODM),
  - Ndhiwa - Monsieur Joshua Orwa Ojode (ODM),
  - Rangwe - Monsieur Martin Otieno Ogindo (ODM) ;
- comté de Kisii :
  - Bobasi - Monsieur Christopher Obure (ODM),
  - Bomachoge - Monsieur Simon Ogari (ODM),
  - Bonchari - Monsieur Charles Onyancha (ODM),
  - Kitutu Chache - Monsieur Richard Momoima Onyonka (PDP),
  - Nyaribari Chache - Monsieur Robert Onsare Monda (NARC),
  - Nyaribari Masaba - Monsieur Sam Ongeri (KANU),
  - South Mugirango - Monsieur James Omingo Magara (ODM) ;
- comté de Kisumu :
  - Kisumu Rural - Monsieur Peter Anyang' Nyong'o (ODM) - ministre de la Santé,
  - Kisumu Town East - Monsieur Ahmed Shakeel Ahmed Shabbir[56] (ODM),
  - Kisumu Town West - Monsieur John Olago Aluoch (ODM),
  - Muhoroni - Monsieur Patrick Ayiecho Olweny (ODM),
  - Nyakach - Monsieur Pollyins Ochieng Anyango (ODM),
  - Nyando - Monsieur Frederick Outa Otieno (ODM) ;
- comté de Migori :
  - Kuria - Docteur W.G.Machage (ODM),
  - Migori - Monsieur John Pesa Dache (ODM),
  - Nyatike - Monsieur Peter Edick Omondi Anyanga (ODM),
  - Rongo - Monsieur Dalmas Otieno (ODM),
  - Uriri - Monsieur Cyprian Ojwang Omollo (ODM) ;
- comté de Nyamira :
  - Kitutu Masaba - Monsieur Walter Nyambati (NLP),
  - North Mugirango - Monsieur Wilfred Moriasi Ombui (KANU),
  - West Mugirango - Monsieur James Ondicho Gesami (ODM) ;
- comté de Siaya :
  - Alego - Monsieur Edwin Ochieng Yinda (ODM),
  - Bondo - Monsieur Oburu Odinga[57] (ODM) - 1er assistant du ministre des Finances,
  - Gem - Monsieur Washington Jakoyo Midiwo (ODM),
  - Rarieda - Monsieur Nicholas Gumbo (ODM),
  - Ugenya - Monsieur James Orengo (ODM) - ministre de la Gestion du territoire.

À la prochaine élection législative du 4 mars 2013, les électeurs des comtés éliront aussi leur représentant au Sénat.

## L'île de Migingo
Après la polémique à propos du triangle d'Ilemi (entre 10 320 et 14 000 km2), l'îlot de Migingo (0,011 km2) constitue, depuis juin 2004, un nouvel enjeu politique pour le Kenya.
Bien que depuis 1926 (avec confirmation en 2009), l'île est, internationalement, considérée comme faisant partie du territoire kényan, l'État ougandais continue d'interdire aux pêcheurs kényans établis sur l'île d'exercer leur profession depuis ce lieu.

## Personnalités liées à la province de Nyanza

### Politique
- Argwings Kodhek, surnommé CMG pour Chiedo Mar Gem (« la perle de Gem »), avocat et homme politique décédé en 1969 dans un accident de la circulation ;
- Grace Onyango (1927 à Gobei), première femme Maire (Bourgmestre), première femme membre d'un Parlement national, première femme Présidente d'une Chambre des Députés en Afrique ;
- Jaramogi Oginga Odinga (± octobre 1911 à Bondo)-(20 janvier 1994), le premier Vice-Président du Kenya, inhumé dans un mausolée à Bondo ;
- John Robert Ouko (31 mars 1931)-(12 février 1990 entre Koru et Muhoroni?), Ministre des Affaires étrangères du gouvernement de Daniel arap Moi, décédé de façon suspecte, mais restée mystérieuse, en 1990 dans les alentours de sa propriété de Koru près de Muhoroni ;
- Pamela Arwa Mboya (1939 à Maseno)-(26 janvier 2009 en Afrique du Sud), épouse de Thomas Odhiambo Mboya, elle devint, après l'assassinat de son mari, un membre de la Kenya Women's Political Caucus et une déléguée permanente de l'ONU pour les « Établissements Humains ». Elle est inhumée dans la propriété familiale de Lambwe au Nord-Est du parc national de Ruma[58] ;
- Raila Amolo Odinga (7 janvier 1945 à Maseno), fils de Jaramogi Oginga Odinga, guide de l'opposition politique durant les élections présidentielles de décembre 2007 et actuel Premier Ministre du Kenya ;
- Ramogi Achieng' Oneko (1920 à Tieng'a)-(2007 à Kunya), un des 6 pères fondateurs du Kenya indépendant ;
- Thomas Odhiambo Mboya (15 juillet 1930 à Thika)-(5 juillet 1969 à Nairobi) d'origine Luo, fut un homme politique et Ministre de l'Économie et du Développement sous le gouvernement de Jomo Kenyatta (Kamau wa Ngengi) avant d'être assassiné à Nairobi. Il fut inhumé dans un mausolée sur l'ile de Rusinga[59],[60].

### Arts

#### Littérature
- Bethwell Allan Ogot (3 août 1929 à Gem), historien et, actuellement, chancelier à la Moi University ;
- Grace Ogot (15 mai 1930 à Asembo), première femme écrivain kényane de renommée internationale et épouse de Bethwell Allan Ogot.

#### Musique
- Ayub Ogada (? à Mombasa) musicien-chanteur-compositeur et virtuose de la lyre nyatiti compositeur de deux des thèmes musicaux du film The Constant Gardener ;
- Daniel Owino Misiani (22 février 1940 à Shirati : Tanzanie)-(17 mai 2006 à Kisumu) chanteur-compositeur et un des pionniers de la musique benga, décédé dans un accident de matatu ;
- George Ramogi (1945 - 1997) musicien-chanteur-compositeur pionnier de la musique benga ;
- Suzanna Owiyo (1975 à Kasaye-Nyakach) musicienne-chanteuse-compositrice parfois comparée à Tracy Chapman ou à Nina Simone ;
- Tony Nyadundo (1968 à Kal : Tanzanie) musicien-chanteur-compositeur chantre du style musical ohangla.

### Sport
- Conjestina Achieng' (1980 à Umiru), première femme africaine à avoir gagné un titre mondial en boxe féminine ;
- Charles Asati (3 mars 1946 à Kisii),  Médaille d'or en relais 4 × 400 m aux jeux olympiques d'été de 1972 à Munich ( Allemagne) ;
- Isabella Ochichi (28 octobre 1979 à Kisii),  Médaille d'argent sur 5 000 m aux jeux olympiques d'été de 2004 à Athènes ( Grèce) ;
- Yobes Ondieki (21 février 1961 à Kisii),  Médaille d'or sur 5 000 m aux championnats du monde de 1991 à Tokyo ( Japon) et détenteur du record du monde du 10 000 m en 1993.

### Personnalités
- Barack Obama Senior (1936 à Kanyadhiang’-Karachuonyo)-(24 novembre 1982 à Nairobi) économiste au ministère des Finances kényan, il est enterré à Nyang’oma Kogelo. Il est le père de Barack Hussein Obama (1961) le 44e, et actuel, Président des États-Unis d'Amérique ;
- David Wasao, zoologiste, premier professeur d'université d'origine luo et premier professeur émérite du Kenya ;
- Justice Joyce Aluoch, juge à la Cour pénale internationale et Présidente du Tribunal pour le Darfour ;
- Odera Akang'o Chef tribal luo ayant forcé l'éducation scolaire au Kenya ;
- Gor k'Ogalo Chef tribal luo ;
- Okoth Ogendo (1944 à Gem-Rae)-(24 avril 2009 à Addis-Abeba) Avocat et Professeur d'université ;
- Thomas Risley Odhiambo (1931 à Mombasa)-(2003 à Nairobi) Professeur d'entomologie ;
- Maurice Michael Otunga, (1923-2003), évêque du diocèse de Kisii.